# جيرالد فريدلاند
جيرالد فريدلاند (بالإنجليزية: Gerald Friedland)‏ (مواليد 1978، برلين) وهو أستاذ مساعد في قسم الهندسة الكهربائية وعلوم الكمبيوتر فيجامعة كاليفورنيا (بركلي)  وعالم في مختبر لورانس ليفرمور الوطني.

## تعليمه
أكمل جيرالد فريدلاند درجة الماجستير والدكتوراه في علوم الكمبيوتر من جامعة برلين الحرة في عامي 2002 و 2006، على التوالي. وكان مستشار الدكتوراه راؤول روخاس. ثم انتقل إلى المعهد الدولي لعلوم الكمبيوتر، حيث أكمل فترة ما بعد الدكتوراة في جامعة نيلسون مورغان قبل أن يستمر في كونه عالم أبحاث وزعيم مجموعة هناك.

## عمله
كان فريدلاند عالم كمبيوتر متخصص في معالجة وتحليل بيانات الوسائط المتعددة  والتعلم الآلي. يُعرف في الغالب بالمؤلف الأصلي لخوارزمية تجزئة الصورة والبث التجميعي على نطاق واسع، والتي تم إنشاؤها على النحو التالي: جزء من أطروحة الدكتوراه، والجزء الأخر في تأليف الكتاب الحالي على الحوسبة المتعددة الوسائط. كما قاد المبادرة لإنشاء وإصدار YFCC100M corpus (انظر أيضًا: قائمة مجموعات البيانات لأبحاث التعلم الآلي)، وهي أكبر مجموعة أبحاث بحرية متاحة لمقاطع الفيديو والصور المنتجة للمستهلكين. شارك في تأسيس مجال تقدير الموقع الجغرافي للصور ومقاطع الفيديو. وكثيراً ما يكشف فريدلاند عن مخاطر الخصوصية في ممارسة نشر الوسائط المتعددة كما يرأس تطوير بوابة teachprivacy.org. التي توفر التعليم للاستخدام في المدارس الثانوية الأمريكية كجزء من مبادئ AP Computer Science ومبادرة Code.org. كما أنه شارك في إنشاء MOVI ، وهو عبارة عن لوحة التعرف على الكلام وهو مصدر مفتوح والتي تسمح بإنشاء واجهات صوتية خالية من الغيوم.

## جوائزه
- 2015: الرابح في رابطة مكائن الحوسبة الآلية للوسائط المتعددة الكبرى.
- 2015: جائزة اختيار منطقة باى ميكر فاير.[37]
- 2009: الرابح في رابطة مكائن الحوسبة الآلية للوسائط المتعددة الكبرى.
- 2007: جائزة خدمة «معهد مهندسي الكهرباء والإلكترونيات» IEEE CS المميزة[38]
- 2002: جائزة البرامج الأكاديمية الأوروبية
- 2000: جائزة وزارة المالية والتكنولوجيا الألمانية
- 1998: الفائز في (الرياضيات وعلوم الكمبيوتر)[39]